# 奧米·瓦依達
奧米·瓦依達（1982年1月10日—）是一名印度裔美國演員，他在2009年寶萊塢電影三個傻瓜中飾演查托（無聲火）而聞名。此外，瓦伊達也曾指導過兩部短片，並擔任其剪輯。他也出現在一些電視節目和廣告中。

## 個人背景
瓦依達在加州出生及成長。他畢業於洛杉磯縣藝術高中，在聖塔克魯茲加利福尼亞大學念了兩年之後。 他轉到紐約大學的Tisch藝術學院就讀並畢業。
瓦依達曾經在一個訪問中談論到有關於他的家庭背景：
我住在美國洛杉磯，那是我長大的地方，但每年我們都會來印度。果阿是我在印度的老家，不過在我成長的日子裡，我也經常去孟買。當我六歲在馬拉提的時候，開始了我的演員生涯，另外也曾在美國的幾個英文的戲劇中演出。我在高中的時候學到了很多有關表演的知識以及技巧，那段時間也是我真正思考想要做為一名演員。之後 我去了紐約大學電影學院，學習了電影製作、編輯、演出等等。在那我也學習到了許多布景以及攝影的術語。在紐約大學畢業後，我回到了洛杉磯，開始試著演出一些電視連續劇和電影中的角色。

## 個人生活
瓦依達於2009年8月22日與Minal Patel結婚。2015年6月24日，Minal生下了他們的第一個兒子。

## 演藝生涯
大學畢業後，瓦依達開始在電視節目和廣告中擔任小角色。在《發展受阻》中獲得小角色後，他被導演要求在《辦公室風雲》中演出。但他是在參與了巴基斯坦著名饒舌歌手波希米亞的其中一支MV中演出後才開始嶄露頭角。

### 三個傻瓜
瓦依達最出名的演出是在寶萊塢電影《三個傻瓜》中擔任配角查托，他的演出也因此得到了很高的評價。瓦依達在孟買旅行的時候參加了角色查托的試鏡。在通過了第一次篩選之後，在第二次篩選中被要求讀出寶萊塢著名喜劇《傻瓜大哥再出擊》裡面的對話台詞。瓦依達表示，他在沒有完全理解這些台詞的情況下就將台詞全部背起來，就像《三個傻瓜》中的演講場景一樣。在獲得了查托這個角色演出之後，他被要求不要學印地語，不要看印地語電影，並增加體重。
儘管在這部電影中獲得成功，瓦依達將成就歸功於在孟買所遇到的演員以及工作人員帶給他的工作氣氛。他表示在孟買，與“好萊塢”不同的是“個人感覺”，即使沒有按時付錢，也沒有額外的時間，還是可以得到很多的溫暖和關心，他也曾經因為被要求在電影上映之前，不得接受任何採訪而感到洩氣。瓦依達說：「在電影發行之前，我問過導演Rajkumar Hirani，是否可以進行幾次採訪。他阻止了我，並說目前沒有任何人知道我，我應該等到電影上映之後再出現。我的角色是他們為觀眾策劃的一個驚喜」。瓦依達後來回憶起：「當我出席『三個傻瓜』的首映會時，沒有人認出我，我有點鬱悶。但當首映會結束時，我甚至無法離開戲院。今天，當我出去到街上的時候，人們都會來和我握手，這個感覺真的很好」。

## 獲獎
2010 Screen Awards
- Won: Best Comedian（英语：Screen Award for Best Comedian） – 3 Idiots
- Won: Most Promising Newcomer – Male（英语：Screen Award for Most Promising Newcomer – Male） – 3 Idiots[11]

2010 IIFA Awards
- Nominated: Best Performance in a Comic Role（英语：IIFA Award for Best Performance in a Comic Role） – 3 Idiots
- Won: Star Debut of the Year – Male（英语：IIFA Award for Star Debut of the Year – Male） – 3 Idiots[12]

2010 Lions Gold Awards
- Won: Best Supporting Actor – Male – 3 Idiots

## 作品

### 演員
| Film/TV Show                   | Role                                    | Year      | Notes                                               |
| ------------------------------ | --------------------------------------- | --------- | --------------------------------------------------- |
| Arrested Development           | Rav Nadir                               | 2005      | The Immaculate Election TV Series                   |
| The Office                     | Sadiq                                   | 2005–2007 | E-mail Surveillance Fun Run TV Series               |
| Rolling                        | Assar                                   | 2007      |                                                     |
| Bones                          | Hamid Hirani                            | 2008      | Season 4 episode: The crank in the shift TV Series  |
| CSI: Crime Scene Investigation | Unnamed Inmate                          | 2008      | Season 8 episode "Drops Out" (uncredited) TV Series |
| Life                           | Vairam                                  | 2008      | TV Series                                           |
| Kath & Kim                     | Prakash                                 | 2009      |                                                     |
| Kamen Rider: Dragon Knight     | Fish                                    | 2009      |                                                     |
| 3 Idiots                       | Chatur Ramalingam a.k.a. "The Silencer" | 2009      |                                                     |
| Better Off Ted                 | Sales Man                               | 2010      | Episode: The Long and Winding High Road             |
| Dil Toh Bachcha Hai Ji         | Milind Kelkar                           | 2011      |                                                     |
| Desi Boyz                      | Ajay                                    | 2011      |                                                     |
| Players                        | Sunny Mehra                             | 2012      |                                                     |
| Jodi Breakers                  | Nano                                    | 2012      |                                                     |
| Rules of Engagement            | Waiter                                  | 2013      | Episode: Catering                                   |
| Puncture Wounds                | Sirish                                  | 2014      |                                                     |
| Brown Nation                   | Balan                                   | 2016      |                                                     |

### 導演
| Film            | Year |
| --------------- | ---- |
| Out of Time     | 2007 |
| The Desert Rose | 2007 |

### 剪輯
| Film              | Year |
| ----------------- | ---- |
| Out of Time       | 2003 |
| Delusion          | 2004 |
| Bloodshed         | 2005 |
| The Gold Bracelet | 2006 |
| Remember the Days | 2007 |
| Blind Ambition    | 2008 |

## 外部連結
- Omi Vaidya在互联网电影资料库（IMDb）上的資料（英文）